# Эн-Наби-Шуайб
Эн-Наби-Шуайб (араб. جبل النبي شعيب‎, что в переводе означает гора пророка Шуайба) — гора в Йеменском Высокогорье недалеко к западу от столицы Йемена Саны в районе Бани Матар.
Это высочайшая гора не только Йемена, но и всего Аравийского полуострова. Высота горы составляет 3666 м.
На вершине горы очень сильный ветер.
На вершине горы располагаются военный пост с радаром и мечеть пророка Шуайба.
Склоны горы усыпаны множеством селений. Как правило, такие селения представляют собой группу из нескольких каменных домов.